# الطابغة
الطابغة كانت قرية فلسطينية مبنية في رقعة مستوية من الأرض على الشاطئ الشمالي الغربي لبحيرة طبريا بالقرب من الحدود مع سوريا، إلى الشمال من سهل يدعى غوير أبو شوشة. الطابغة على بعد 13 كم إلى الشمال من مدينة طبرية؛ تنخفض القرية 200 م عن سطح البحر وتحيط بالطابغة أراضي السمكية والقديرية وخربة أبو زينة المجاورة، وتربطها بها طرق فرعية. في الطابغة وجوارها الكثير من الينابيع. وعدت القرية قائمة في موقع قرية هيبتابيغون (Heptapegon) القديمة (الاسم اليوناني يعني الينابيع السبعة) وقد عرفها الصليبيون باسم (منسا كريستي) في سنة 1596، كانت الطابغة قرية في ناحية جيرة (لواء صفد) وعدد سكانها 44 نسمة وكانت تؤدي الضرائب على عدد من الغلال كالقمح والشعير كالماعز وخلايا النحل والبساتين وفي سياق الكلام على المنطقة أتى الرحالة السويسري يوهان لودفيك بركهارت إلى ذكر أحد ينابيع الطابغة، وقال إن ماءه مالح. وأشار إلى وجود منازل وطاحونة قرب النبع وإلى أن نفراً من السكان يعتاش من صيد السمك كما أن عالم الكتاب المقدس. الأمريكي إدوارد روبنسون شاهد طاحونة أو اثنين في تلك الناحية وذكر أنهما تعملان. بماء أحد الجداول وأن ثمة طواحين أخرى لا تعمل. وكانت هذه الطواحين ملكاً للحكومة وكان عدد من سكان صفد يشغلها. في أيام الإنتداب صنفت مزرعة في (معجم فلسطين الجغرافي المفهرس) وكانت منازلها تمتد في موازاة شاطئ البحيرة وفي موازاة الطريق الفرعية التي تصل القرية بطريق طبريا - صفد الطريق العام. وكان عدد سكانه 330 نسمة: 310 من المسلمين و 20 مسيحياً. وكانت الزراعة عماد اقتصاد القرية، وإن كان شجر الزيتون مغروساً في الجزء الشمالي من أراضي القرية، وتفصله عن موقعها بقعة غابات صغيرة المساحة. وكانت بساتين الموز تغطي سبعة دونمات كما كانت شجرات نخيل تنمو جنوبي القرية. في 1944/1945 كان مجموعه 2728 دونماً مخصصاً لزراعة الحبوب، 287 دونماً مروياً أو مستخدماً للبساتين.

## الطابغة في التاريخ
قديماً كانت الطابغة موقعاً لكنيسة بيزنطية يعود تاريخها إلى القرن الرابع للميلاد، كانت شيدت إحياء لذكرى معجزة (تكثير الأرغفة) التي وصفت في الأناجيل. وبينت التنقيبات الأثرية في الكنيسة آن بناها أعيد في القرن الخامس قبل أن تدمر ثانية في أثناء الغزو الفارسي سنة 614 م، في أرجح الظن. وقد سلمت الفسيفساء التي كانت فيها، والتي تدل على مهارة فائقة. وعلى مسافة يسيرة في اتجاه الغرب، تقع خربة عريمة التي أجريت فيها تنقيبات أثرية في الثمانينات من القرن الحالي، والتي تشتمل على دلائل تظهر أنها كانت آهلة في العصرين البرونزي والحديدي. وإلى الجنوب منها، وعلى شاطئ البحيرة تقع خربة المنية التي تضم أثار قصر شيد أيام خلافة الوليد بن عبد الملك الأموي (الذي حكم منذ سنة 705م، والثلاثينات من هذا القرن عثر فريق من علماء الآثار الألمان على خزفيات عربية ونقوش داخل القصر. ومن الآثار أيضاً دينار ذهبي سك في سنة 707م، باسم الخليفة المذكور. ويقع جنوبي الموقع، وعلى الإحداثيات عينها، خان المنية الذي بناه سيف الدين تنكيز (توفي سنة 1340) وإلي الشام من قبل السلطان المملوكي ناصر الدين محمد بن قلاوون (1279-1290). وقد أتى إلى ذكر الخان نفر غير قليل من الرحالة العرب والغربيين، منهم المتصوف الشامي الشيخ عبد الغني النابلسي (1689)، وعالم الكتاب المقدس الأمريكي إدوارد روبنسون (1841)، والرحالة السويسري بوركهات (1822)، الذين أشاروا باخضرار المنطقة وحسن العمارة.

## إحتلال القرية وتطهيرها عرقيًا
احتلت الطابغة وطرد سكانها ودمر عدد من منازلها في 4 أيار / مايو 1948، أو بعيد هذا التاريخ. جاء ذلك في سياق عملية ماتاتي (المكنسة) التي وضع البلماح مخططها لكنس العرب خارج منطقة غور الأردن، شرقي صفد. وكانت عملية مطاطي هذه جزءاً من عملية يفتاح الكبيرة. وقضت الأوامر التي صدرت إلى قائد السرية بان يشن هجوماً على الطابغة وقريتين غيرها، وان يطرد سكانها وينسف منازلهم.
ذكر المؤرخ الإسرائيلي بني موريس أيضا، أن سقوط طبرية في أواسط نيسان/ أبريل قد استتبع هجرة جزئية من القرية وفي مقابلة أجريت مع سكان الطابغة قالوا يملكون خمس بنادق ويظنون أنهم يستطيعون بها الدفاع عن أنفسهم وفي 4 أيار/ مايو، شاهدوا دخاناً يتصاعد من الطابغة. وفي وقت لاحق من اليوم نفسه اقتربت سيارات مصفحة من السمكية. ثم تبين أن النار أضرمت بمنازل الطابغة، فاستولى الذعر على السكان وراحوا يفرون باتجاه سوريا من دون أن يتسنى لهم جمع أمتعتهم إذا كان جنود الهاجاناه يطلقون النار فوق رؤوسهم. ثم إن عدداً قليلاً من سكان القرية يمكن من العودة إليها في الأيام اللاحقة، لكن دوريات الهاغاناه نجحت في غضون بضعة أسابيع، في الحؤول دون عودة أي شخص إليها.

## القرية اليوم
ينتشر في أرجاء موقع القرية، الذي تغطي الأشواك والصبار جزءاً منه أكوام الحجارة وبقايا الحيطان الحجرية المتداعية ولا تزال الكنائس والأديرة والمقامات المجاورة له قائمة. ويستعمل جزء من الأرض المحيطة بالموقع مرعى للمواشي، بينما يزرع الإسرائيليون الجزء الآخر. وتعتبر المنطقة كلها موقعا سياحياً إسرائيلياً مهماً.

## وصلات خارجية
- الطابغة ترحب بكم